# Station Parson Street
Parson Street is een spoorwegstation van National Rail in Bedminster, Bristol in Engeland. Het station is eigendom van Network Rail en wordt beheerd door Great Western Railway. 